# Terror! Il castello delle donne maledette
Terror! Il castello delle donne maledette, coneguda també com Il castello della paura, és un film del 1974 dirigida per Robert H. Oliver, pseudònim de Dick Randall, o segons altres font de Ramiro Oliveros. És una pel·lícula de fantaterror amb una vena eròtica (gràcies algunes escenes de nu) i d'explotació, una altra adaptació lliure de la història de Frankenstein de Mary Shelley, en el qual el comte Frankenstein dona vida a una nova criatura, que aquesta vegada anomena Goliat, del restes d'un home de Neandertal.

## Argument
Un home de Neandertal és linxat pels vilatans i el comte Frankenstein utilitza el seu cos per recrear un monstre, que ell anomena Goliat.
Tractant d'evitar ser descoberta per les autoritats i els locals, la seva criatura fuig i causa estralls.

## Repartiment
- Rossano Brazzi: comte Frankenstein
- Michael Dunn: Genz
- Edmund Purdom: prefecte Ewing
- Gordon Mitchell: Igor
- Loren Ewing: Goliath
- Luciano Pigozzi (com Alan Collins): Hans
- Xiro Papas: Kreegin
- Salvatore Baccaro (com Boris Lugosi): Ook
- Simonetta Vitelli (com Simone Blondell): Maria Frankenstein
- Eric Mann: Eric
- Laura De Benedittis: Valda
- Robert Marx: investigador Koerner
- Christiane Rücker (com Christiane Royce): Krista Lauder
- Margaret Oliver: Pagesa
- Alessandro Perrella: doctor
- Roberto Fizz (com Bob Fiz): pagès
- Annamaria Tornello: Jenny Hansen, víctima de violació
- Aristide Caporale: profanador del cementiri
- Palumbo Nicola: agent
- Mike Monty: pagès
- Rossella Ferrero: pagesa
- Ozzie Raghet: Almut
- Walter Saxer: Warner

## Producció
La pel·lícula va ser una producció italiana de baix pressupost de Classic Films International. Malgrat això, el repartiment inclou dos actors famosos internacionalment en aquell moment, l'italià Rossano Brazzi (com a protagonista) i el britànic Edmund Purdom.
La identitat del director real, que es va signar sota el pseudònim de Robert H. Oliver, és discutida: alguns atribueixen la pel·lícula al nord-americà Dick Randall, altres a Ramiro Oliveros (actor espanyol), encara d'altres especulen amb William Rose, Oscar Brazzi (germà de Rossano, va actuar com a productor no acreditat) o el director de fotografia Mario Mancini, que havia dirigit dos anys abans Frankenstein 80, una pel·lícula amb un ambient semblant.

## Distribució
La pel·lícula es va estrenar a Itàlia el 19 de febrer de 1974 amb el títol Terror! Il castello delle donne maledette, a Alemanya Occidental el 31 de maig de 1974 (com a Die Leichenfabrik des Dr. Frankenstein), als Estats Units el gener de 1975, el 26 de març de 1975 a França (com Le château de l'horreur) i a començaments d'abril de 1977 a Finlàndia (com Frankensteinin hirviöt).

## Recepció
La pel·lícula va recaptar 51.005.000 de lires de l'època.
Considerada per la majoria com una de les pitjors pel·lícules de Frankenstein que s'han fet mai, va guanyar una certa notorietat entre els fans del gènere quan es va emetre com a part de la sèrie de televisió nord-americana Elvira's Movie Macabre el 1984.
Fantafilm escriu que es tracta d'una "enèsima i inobservable readaptació de la història de Frankenstein" i que "no es pot evitar lamentar la implicació sense sentit de Rossano Brazzi en el paper del comte Frankenstein. i Edmund Purdom en el del prefecte Ewing."